# Mysłowscy herbu Rawicz

Herb Rawicz

Mysłowscy herbu Rawicz – starodawny ród polski, cytowany jest w aktach urzędowych nieprzerwanie od 1506 r.
Rodzina pochodzi  ze szlachty z Podlasia, z ziemi Łukowskiej, osiadła w majątkach Mysłów, Wola Mysłowska, Domaszewnica i innych na prawym brzegu Wisły.  
Od wsi Mysłowa przyjęli nazwisko. Ponoć przedtem (wedle heraldyków) zwali się Morawcami.  
Część Mysłowskich przesiedliła się na lewy brzeg Wisły (woj. kieleckie) - mieszkali w Gródku, Zawadzie, Policznej.
Część osiedliła się na Rusi Czerwonej, gdzie posiadali między innymi dobra Koropiec w powiecie buczackim oraz Zwiniacz w pow. czortkowskim.

## Przedstawiciele

### Gałąź ziemi Łukowskiej
- Dziedzicami Mysłowa byli w 1582 roku Bolesław, Erazm, Franciszek, Jan i Wojciech – synowie Erazma.
- Bolesław był właścicielem Domaszewnicy, Franciszek w 1598 był posiadaczem Mysłowa.
- W 1655 dziedzicami Woli Mysłowskiej byli Jan i Krzysztof – synowie Jana
- Urba Mysłowski był w 1781 podwojewodzym ziemi łukowskiej. W 1794 roku został wybrany kandydatem na sędziego ziemskiego. Wylegitymował się w Galicji w 1802.
- Do rodziny Mysłowskich należały Mostow (Mysłów), Wolia Mislowska (Wola Mysłowska), Kamień, Osini (Osiny), Wnętrzne, Grodz (Gródź) i Liszy Kierz (Lisikierz)

### Gałąź Ruś – Czerwona (Galicja)

#### Koropiec
- Franciszek Mysłowski – miecznik kijowski, wojski trembowelski (ur. ok. 1720, Mysłów – zm. ok. 1790, Koropiec),
(żona Katarzyna Lenkiewicz h. Podkowa) – założyciel linii Czerwono Ruskiej, politycznie związany ze stronnictwem Potockich, towarzysz pancerny i zaufany dworzanin Eustachego Potockiego.
- Tadeusz (syn wojskiego) dziedzic Zubrzca, kawaler, był z rodzeństwa najbardziej wykształconym, mecenasem sztuki i kolekcjonerem. Posiadał pokaźną kolekcję sztuki i bibliotekę. Wojski oraz Potoccy 'używali' Tadeusza do różnych misji politycznych. (źródło) m. innymi w roku 1787 Tadeusz wyjeżdża na zjazd Kaniowski.
- Teofil Mysłowski (syn wojskiego) – dziedzic Koropca (1736–1796), (żona Marianna Wolańska h.Przyjaciel), wychowany w Warszawie, ukończył szkołę podchorążych (patent podpisany przez króla St .Augusta), przesiąknąwszy w Warszawie wiekiem oświecenie i neoklasycyzmu wybudował w Koropcu pałac na wzór warszawskich Łazienek. Założył stadninę koni wyścigowych. Ufundował kościół w Koropcu.
- Antoni Mysłowski (syn Teofila, 1802 – 10 grudnia 1872) – dziedzic Koropca (żona hr. Teresa Rey h. Oksza), opublikował monografię: Uwagi nad handlem zbożowym... oraz pierwszą po polsku książkę o cukrownictwie. Był pionierem w wytyczaniu nowych szlaków zbytu zboża drogą wodną do Kijowa czy do Londynu.

Antoni był także zapamiętałym miłośnikiem i hodowcą koni wyścigowych oraz protektorem Juliusza Kossaka, Antoni z Juliuszem, który często w Koropcu malowa, podróżowali razem w celu zakupu koni.
- Alfred Dominik Mysłowski – (syn Antoniego) (4 grudnia 1827 – zm. 23 sierpnia 1898 w Arbon), dziedzic Koropca, studia agronom w Gignon, prawnicze w Edynburgu, (żona Helena Młocka h.Prawdzic), dwójka synów:
- Alfred Jr Mysłowski – dziedzic Koropca 1832 – 19xx (w 1893 hr. Badeni c.k. namiestnik, nie mogąc oprzeć się urokowi Koropca namówił Alfreda do sprzedaży pałacu)
- Mieczysław Mysłowski – dziedzic Koropca 1832–1897 (zginął w pojedynku[potrzebny przypis])

#### Zwiniacz
- Jacek Mysłowski – (syn wojskiego) stolnik halicki, dziedzic Zwiniacza z przyległościami (1757-18xx), żona Urszula z Kaczkowskich h. Świnka)
- Franciszek Mysłowski (syn Jacka) – dziedzic Zwiniacza z przyległościami (1766–1826)
(żona Honorata Mysłowska h.Rawicz (1801–1894))
- Józef Mysłowski – (syn Franciszka) dziedzic Zwiniacza z przyległościami, muzyk, kompozytor (1806–1914)
(żona Natalia Adela Lanckorońska z Brzezia h. Zadora ca 1840). Józef ukończył studia na uniwersytecie we Lwowie oraz studiował muzykę w Paryżu u ucznia – ucznia Szopena – pisał muzykę, służył w 1848 we Lwowie w Gwardii Narodowej, w 1863 brał udział w powstaniu za co był więziony.
- Franciszek I Józef Alfred Pankracy Mysłowski (syn Józefa) – rtm. kawalerii, c.k. szambelan (1863–1928)
(żona Helena Cieńska z Cieni h. Pomian 1860-1930)
- Franciszek II Ksawery Mysłowski – (syn Franciszka) (ur. 1895 w Zwiniaczu, zm. 1971 w Bielawie), ukończył gimnazjum we Lwowie w 1913, rolnictwo w Haale, 7 lat oficer c.k., w czasie I wojny spędził 5 lat w okopach, po powrocie do domu w maju 1919 podczas ofensywy ukraińskiej (czortkowskiej) dwór Zwiniacz został obrabowany, zdewastowany i częściowo zburzony przez bandy bolszewickie, rodzina musiała ukrywać się, a podczas II wojny w czasie aneksji tych terenów przez bolszewicką Rosję, zmuszony uciekać przed wywózką na Sybir, mieszkał m. innymi w Jaremczu, Krakowie, od 1959 r. pełnił funkcję z-ca dyr PGR Komożno, w 1928 ślub z Anną Suszczyńską, miał dwie córki:
- Natalia Mysłowska – Klimca (ur. 1930 w Krakowie, zm. 2009 w Pieszycach) długoletnia szefowa laboratorium analit. przy szpitalu w Bielawie. (bezdzietnie)
- Maria Mysłowska – Szyszko (ur. 1931 w Krakowie, zm. 2016 w Londynie) – historyk sztuki i konserwator zabytków, studia na UJ i Un. Toruńskim – ostatnia z linii galicyjskiej.